# 真の仲間じゃないと勇者のパーティーを追い出されたので、辺境でスローライフすることにしました
『真の仲間じゃないと勇者のパーティーを追い出されたので、辺境でスローライフすることにしました』（しんのなかまじゃないとゆうしゃのパーティーをおいだされたので へんきょうでスローライフすることにしました）は、ざっぽんによる日本のライトノベル。略称は「真の仲間」。2017年10月から小説家になろうに投稿され、2018年6月から2025年7月まで角川スニーカー文庫（KADOKAWA）より書籍が刊行された。イラストはやすもが担当。2024年5月時点で電子版を含めたシリーズ累計部数は300万部を突破している。
2019年8月には電子書籍ストアBOOK☆WALKER主催の「次のヒット作はこれだ!新作ラノベ総選挙2019」の文庫部門で1位となった。
メディアミックスとしてコミカライズ、ドラマCD化、ゲーム化、テレビアニメ化が行われた。

## あらすじ
生まれつき与えられた「加護」が大きな意味を持つ世界。「導き手」の加護を持つギデオンは幼少期から目覚ましい活躍を見せ、「勇者」の加護を持つ妹のルーティと共に魔王軍を倒すための旅に出る。しかし「導き手」は初期レベルが高いのみであるため、次第にギデオンの戦闘力は勇者パーティーの中で見劣りするようになる。そしてメンバーの賢者アレスから「君は真の仲間じゃない」と告げられ、皆に相談もせずこっそりパーティーを去った。その後、パーティーを追い出されたと勝手に思い込み、近くの町で1ヶ月ほど慣れない酒に逃げ、飲んだくれた日々を送っていた。
気合を入れ直し旅に出て辺境の地ゾルタンに流れ着いたギデオンはレッドと名を変え、「妹のことは妹より弱い俺が心配しても仕方がない」と開き直り、実力を隠し薬草採取専門の冒険者として生活していた。念願の薬草店を開業した矢先、かつて共闘した冒険者にしてお姫様のリットが訪れる。押しかけ気味に同居を宣言したリットと共に、レッドのスローライフが始まった。
一方勇者パーティーは魔王軍の幹部、風の四天王を倒したもののギデオンが抜けたことにより機能不全に陥っていた。アレスと衝突したヤランドララがパーティーを抜け出し、ギデオンなしでは魔王軍の討伐は無理だと考えたダナンも捜索のために抜け出した。パーティーは苦戦しつつも先代魔王の遺跡で飛空艇を発見する。
ゾルタンではひそかに麻薬が浸透しており、中毒者による殺傷事件が頻発していてアルの家族も被害を受ける。この一連の事件はゾルタンの王になることを目論み、コントラクトデーモン（契約の悪魔）の力を得たビッグホークによるものだった。レッドたちの活躍によってビッグホークの計画は失敗した。新たにアルベールと契約したコントラクトデーモンは勇者パーティーに接触し、麻薬（悪魔の加護）の服用を勧める。麻薬に勇者の加護の衝動を抑える効果があることに気がついたルーティは、調合した錬金術師に会うべくティセを伴って飛空艇でゾルタンに向かい、そこでレッドと再会する。

## 登場人物
声の項はテレビアニメ版の声優。

### 主要人物
ギデオン・ラグナソン / レッド
声 - 鈴木崚汰
本作の主人公。元の名前はギデオン・ラグナソン。勇者の旅立ちを守る「導き手」の加護を持つ。初期スキルは「初期レベル+30」。固有スキルはなし。コモンスキルは「快速」「持久力」「軽業」「応急手当」「初級調合」「料理(初級)」「変装」。加護に必ず付属するはずの衝動が全く存在せず、衝動に振り回されることが無く自由に行動が可能である。
初期スキルにより生まれつき王国近衛騎士クラスのレベルを持っていたため、6歳の頃からモンスター退治に出かけ、8歳の頃に騎士団にスカウトされて18歳で副団長にまで出世した。ルーティが勇者だと判明し、魔王を倒す旅に出ると聞きパーティーに加わった。導き手の加護に固有スキルは存在せずコモンスキルしか身に着けられないため、唯一の強みであるレベルで並ばれてしまうと大きな特徴が無く、次第にパーティーのお荷物になっていった。魔王軍四天王のデズモンドを倒し領主の館で祝賀会を行っていた時に賢者アレスから呼び出され「君は真の仲間じゃない」と戦力外通告を受け、装備を置いてこっそりと泣きながらパーティーを抜けた。ゾルタンではレッドと名乗り、Dランク冒険者として薬草の採取で資金を貯めて自分の薬草店を開業した。ゾルタンで妹、ルーティと再会した際にはルーティを勇者としてその自我を奪おうとするアレスと戦い、戦いの末、かつての仲間であるアレスを斬り捨てることとなった。以降、妹とも一緒にゾルタンでのスローライフを送ることとなった。常用する武器は銅の剣。書籍版の公式サイトではキャラ設定に大幅な加筆や変更がされており「勇者を除けば人類最強の剣士」というキャラ紹介になっている。
リーズリット・オブ・ロガーヴィア / リット
声 - 高尾奏音
本作のヒロイン。本名リーズリット・オブ・ロガーヴィア。 ロガーヴィア公国の第2王女で「英雄」の称号を持つ。加護は自分の仲間を守るという衝動を与える「スピリットスカウト」。初期スキルと固有スキルは描写が無いため不明。
かつて公国が魔王軍に攻め込まれた際、勇者パーティーと共に戦いギデオンと交流した。その際のシサンダンとの戦闘では被害の大きさに心が折れかけるが、ギデオンの説得により再起し、その後魔王軍を撃退することに成功する。しかしその後自分の名声が上がり、弟よりも自分を王位に就かせるべきという声が上がり始め、王位継承争いを避けるため出奔。リットと名乗って精霊魔法と二振りのショーテルを操るBランク冒険者として活動している。
放浪していた先のゾルタンでギデオン（レッド）と再会し、強引に同居して共に薬草店を営むことになる。
勇者パーティーと同行していた際は共闘するたびに文句を言うなど当たりが強かったが、ゾルタンで再会した際はギデオンに対する好意を隠すことなく表現する素直な性格となっている。
公式サイトの紹介では「ツン期の終わった元ツンデレ」。
ルーティ・ラグナソン / ルーティ・ルール
声 - 大空直美
本作のもう一人のヒロイン。レッドの妹。「勇者」の加護を持つ人類最強の存在。「勇者」の加護は規格外の戦闘能力を与える。初期スキルは「完全耐性」。固有スキルは「癒しの手」。加護レベル1の時点で恐怖への完全耐性をもっているため固有スキルではなく成長しない初期スキルなはずだが、この時は混乱の完全耐性がなかったと描かれているため、一部の完全耐性はレベルアップで解放される固有スキルの可能性が高い。加護によって生まれた時から与えられている完全耐性により感情を失い「勇者という加護の入れ物」になっている。現状は勇者の加護に逆らえた数少ない記憶を頼りに、喜んだりする"フリをしている"だけに過ぎない。唯一、幼少期からずっと守ってくれた兄への想いだけは非常に強く（いわゆるブラコンである）現在も失っていない。また「勇者」の加護は「困っているものを（無駄死にになるとしても）見捨ててはいけない」「仲間を（自分に不利益をもたらしていても）攻撃してはいけない」という衝動があり、本当にやりたいことを無視して衝動が示した行動を行い、衝動に振り回されることが多い。
ただし、アレスに肩を抱かれているのをギデオンに見られたとき、アレスの腹部を殴り致命傷を与えている。これは「加護は思考に宿る」という設定により、考えるより先に行動したため加護の衝動を受けなかった（その後考えることを始めたため加護の衝動を受け、去っていくギデオンを追いかけず、致命傷のアレスを治療することを優先してしまった）。
ルーティ自身は何よりも兄のギデオンと一緒に居たいと考えており、魔王によって世界がどうなろうとどうでもいい、と思っている。
ベリエルが持ち込んだ悪魔の加護によって勇者の加護が弱まったことで一時的に加護の衝動から解放され、悪魔の加護を定期的に入手できるようにするため、ティセと共に魔王軍の遺跡から入手した飛空艇を使いゾルタンに向かい、錬金術師のゴドウィンを脱獄させる。ゴドウィンの治療のためにレッドの薬草店に向かい、そこで兄と再会を果たす。レッドと共にゾルタンでの日常を過ごしていたが、ゴドウィンを匿っていた古代エルフの遺跡にて初代勇者の遺産を狙うシサンダンと自分を追ってきたアレス、世界のために自分に勇者を続けさせようとするテオドラと戦いになり、戦いの末、シサンダンを撃破。シサンダンの思惑で勇者の加護の力が強まり、衝動によって勇者の妨げとなるレッドたちに襲い掛かるが、レッドが重傷を負いながらも尽力し正気を取り戻す。そして悪魔の加護の影響で誕生した名前のない加護「シン」の力により、勇者の加護を支配するスキルを手に入れ勇者の加護の衝動から完全に解放された。それ以降親友となったティセと共に薬草農家として、兄と共にゾルタンでの日常を送ることになった。ゾルタンでは表向きはルールとなっているが、レッドたち親しいものの間では本名のルーティで呼ばれている。
勇者の加護から解放された後は風邪をひくことを楽しみにしたりと、感情を失っていたが故のズレた感性を見せている。

### 勇者パーティー
アレス・スロア
声 - 八代拓
勇者パーティーの一員で「賢者」の加護を持つ。祖父母の反逆行為によって没落した公爵家の出で、実家を復興させるための足掛かりとしてギデオン（レッド）に戦力外通告を行って追放し、パーティーを導く立場を奪う。「ギデオンは自分からパーティーを抜けた」という言い分は薄々メンバーから嘘であると気づかれており信頼は低い。また慇懃無礼でプライドが高く、自身の失敗を決して認めない。
賢者の固有スキルである「鑑定」によって相手の加護を見抜く力があり、加護の形を見ることができる。人間の価値を加護そのものと加護に従って生きているかどうかで判断しており、実家の復興を成し遂げた後は魔王討伐の功績と勇者の伴侶という立場を利用して、世界を統べる帝王となり、全ての人間が加護に従って生きる世界を作るという野望を抱いている。亜人に対しても見下しているところがあり、そのことでヤランドララとは折り合いが悪かった。
ルーティを勇者の存在意義として魔王討伐へ導いているが、目的はあくまでも勇者の加護を利用して自分の実家を復興させることであり、ルーティ個人の事情は全く考慮していない。
ギデオンには「真の仲間（役に立つ存在）ではない」と言ったが、自分自身もパーティーを導く立場にこだわって仲間を頼らずにギデオンの行っていた業務を無理に全てこなそうとした結果、旅に必要な物資の量を見誤って補給のために何度も引き返し、慇懃無礼な態度で交渉を失敗し、戦闘時にパニックになると冷静さを失うなど不手際を繰り返しパーティは崩壊寸前となる。さらには悪魔の加護によって自由意志を取り戻したルーティによって置き去りにされたことで精神に異常をきたすほどに追い詰められ、ギデオン（レッド）への憎悪を募らせ、そこをシサンダンに付け込まれる。ルーティを勇者に戻すためにレッドの抹殺を試みるが、リット、ティセ（とうげうげさん）、ゴドウィンの支援を受けたレッドに両手を斬り飛ばされて魔法を奪われ、そのまま斬り捨てられ死亡した。
「賢者」の加護には強烈な承認欲求を生じさせるという衝動があり、これがパーティを導き、自分よりも重要な立場にいるギデオン（レッド）に対する嫉妬心を生じさせた。
ヤランドララ
声 - 雨宮天
勇者パーティーの一員で「木の歌い手」の加護を持つハイエルフ。
ギデオンとは勇者パーティーを編成する前からの付き合いであり、彼を深く信頼している。性格は快活であり、同時に一般的なハイエルフのような激情家なところや奔放さ、友人とみなした相手を信頼し、裏切らないという一面を持つ。特にギデオンへの親愛はリットと並ぶほどに強く、恋人のようなスキンシップを平然とするが、愛する人を失う経験をもうしたくないとの理由であくまでギデオンの幸せを願う友人としての立場を貫いている。
羞恥心はかなり薄く、温泉に入る際男女を分ける為一人離れた場所に行ったギデオンに対し、「一緒に入るべき」と全裸のまま向かっている。
ロガーヴィアの戦い時に勇者パーティーに加わったがアレスがギデオンを追放したことを知り、パーティーを抜けて単身でギデオンを捜索する。
勇者パーティに加わってはいたが、魔王という脅威に挑む負担を勇者一人に背負わせることに批判的であり、ルーティがギデオンの妹ということもあり、ルーティの境遇には同情していた。長い寿命を持つハイエルフの中でも好奇心旺盛なためか、海へ冒険に出たり、護身用武術の流派である蓮華流棒術の開祖になったりと様々な経験をしており、ゾルタンでもスローライフを満喫しながら闘技場で意気揚々とゾルタンの実力者をボコボコにするなど、武闘家のダナンが呆れるほどに平和と戦いが同居しているような生き方を送っている。
ルーティがゾルタンに定住するようになった後、レッドたちに見送られて一度ゾルタンを出たゴドウィンと接触し、それによりレッド（ギデオン）やリット、ルーティたちと再会を果たす。当初は親愛しているレッドとリットがパーティや故郷から出奔したという事実に憤り、彼らが二度と裏切られないよう自らの故郷であるキラミン王国に連れて行こうとしていたが、ゾルタンでの暮らしを愛しているレッドたちに習い、レッドたちが幸せになれるか見定める意味もあり自らもゾルタンで生活を始める。
当初はゴドウィンに対しては犯罪者であったことを含め、あまり信用しておらず、ゾルタンの住人からレッドたちの命を狙ったという言葉に我を忘れるほどの怒りを抱いてゾルタンで大暴れするほどの規模でゴドウィンを叩き潰そうとしたが、ティセとミストームに止められ一旦矛を収める。レッドたちと再会した後はゴドウィンに対して旅の仲間と呼べる程度の情は持つようになり、ティセとミストームとも友人となった。特にティセに対してはルーティの最初の親友であると聞かされたため、彼女に刃を向けてしまったことを謝罪した。勇者の加護を支配下に置いたことで感情を取り戻したルーティの現状を喜び、改めて彼女とも友人となった。
ダナン・ラボー
声 - 三宅健太
勇者パーティーの一員で「武闘家」の加護を持つ巨漢。魔王軍に滅ぼされた村の出身で、打倒魔王の最短ルートと考え勇者パーティーに参加する。元来嘘の吐けない質で、戦闘での実力不足が表面化してきたギデオンに対して厳しく責めていたが兵法家としては認めており、崩壊したパーティーを立て直すのに必要だとしてギデオンを連れ戻すべく単独行動を行っていた。捜索中にシサンダンに右腕を奪われて成りすまされる。レッドがルーティと再会した後にレッドと再会し、互いの近況を話し合う。古代エルフの遺跡で自分の腕を食ったシサンダンと戦闘になり、隻腕になりながらより強くなったことでシサンダンを追い詰めるも、アレスの裏切りにあい深手を負わされる。その後駆け付けたテオドラとアルベールに治療され、アレスによって窮地に追いやられたレッドとリットを助ける。その後は戦いの傷を癒すため、ゾルタンにて療養することとなる。
加護により与えられる衝動と本人の性格が一致している為衝動に困るようなことが無く、ルーティの苦悩について理解する事が出来なかった。
テオドラ・ディフイーロ
声 - 内田彩
勇者パーティーの一員で「クルセイダー」の加護を持つ。聖堂騎士流槍術師範代の肩書を持ち、打倒魔王を必達任務として勇者パーティーに参加する。
加護が示す役割に従うことに肯定的であり、デミス神の下僕を自称する。アレスに加勢してルーティを勇者として戻そうとするが、そのルーティに倒される。
ティセ・ガーランド
声 - 釘宮理恵
「アサシン」の加護を持つ小柄な少女。ギデオンが勇者パーティーから抜けた穴埋めとして暗殺者ギルドを介してアレスが契約し、勇者パーティーに参加する。飛空艇の操縦法を同僚から聞いたことがあったため、遺跡で発見した飛空艇の操縦を任され、ルーティが飛空艇でゾルタンに向かった際には操縦士として同行する。以降ルーティとコンビを組む中で彼女が抱える苦悩を知り、彼女の力になりたいと願い、ルーティの初めての友達となった。蜘蛛の相棒「うげうげさん」と行動する。
暗殺者としての訓練によって感情を表情に出さないようにしているため、周囲には冷静沈着に見えているが、根は感情豊かな小心者であり、当初はルーティのオーラにおびえたり、ゾルタンで一般人を装いながらその規格外さと世間知らずから非常識な行動となってしまうルーティに内心でツッコんだり、現実逃避したりしている。
勇者パーティの中では一番の常識人だが、自分の趣味嗜好に対しては強いこだわりを見せる一面がある。風呂とおでんが好きで、暗殺ギルド内で風呂レビュアーと呼ばれるほど風呂のレビューはかかさず、おでんにもち米が使われてることから米といえば自分とハイテンションで語るなどして、レッドの暗殺者へのイメージを一変させた。暗殺者としても強い矜持を見せるときがあり、暗殺者ギルドを抜け、無断で暗殺者ギルドの名前で暗殺を行うもの、依頼者の情報を保身のために漏らすような暗殺者にあるまじき行為をとった暗殺者には容赦しない。
シサンダンの策略によって勇者の加護の衝動に振りまわされたルーティに斬られ瀕死の重傷を負うが、テオドラに治療される。
うげうげさん
ティセの相棒の小さな蜘蛛。「闘士」の加護を持っており、小さい体ながら踏み潰された程度では死なない。また料理のスキルも所持している。
なお、名前が「うげうげさん」であり「さん」も名前の一部であるため、「さん」の敬称を付けた場合「うげうげさん"さん"」となる。「うげうげ」と呼ばれた場合ティセがその度に訂正している。

### ゾルタン
アルベール
声 - 天﨑滉平
ゾルタンでは希少なBランク冒険者。強大な英雄の加護である「ザ・チャンピオン」の加護を持つ。「ザ・チャンピオン」の加護は自分の名を残すことに執着する衝動を持つため辺境のゾルタンで燻っている現状に不満を持ち、いつかは勇者パーティの仲間に入ることを夢見ている。
リットとパーティーを組むことを目論んでいたが、彼女はレッドと同居し冒険者を引退してしまったため、自分より低いDランクでありながら彼女と行動を共にするレッドを逆恨みしている。加護の衝動に従い力を得るため、コントラクトデーモンと契約するがレッドに腕を切り落とされる。収監時にコントラクトデーモンと再度契約し脱獄、勇者パーティーと接触する。ルーティによってコントラクトデーモンが倒された後、テオドラと行動を共にする。ゾルタンでルーティをめぐる戦いに参加したことで、自分が憧れた英雄の苦悩を目の当たりにし、レッドたちにルーティと敵対行動をとったテオドラへの許しを請う。以降、以前のような傲慢な態度を改め、自分の名誉のためでなく他人のために行動をとれるようになり、子供を連れだした妖精を結果的に子供を危険にさらしたとして悪とみなして抹殺しようとする勇者ヴァンから妖精たちを身を挺して庇うなどの男気も見せるようになった。見下していたレッドに対しても元勇者パーティのメンバーで自分の先達と知ってから、同じゾルタンに住んでたことで気安さを残しながら敬意を表するようになった。
ゴンズ
声 - 山中真尋
レッドの近所に住むハーフエルフの腕利き大工。甥のタンタを救ってもらったお礼に、レッドの店を建てる。
タンタ
声 - 芹澤優
ゴンズの甥。難病に罹った際、不足していた薬草をレッドに採ってきてもらい救われる。まだ加護に触れていないが大工を志望している。
アル
声 - 木下鈴奈
タンタの友人のハーフエルフ。貧民街であるサウスマーシュ区に住む。武器の扱いに長けた「ウェポンマスター」の加護に触れて扱いあぐねていたがリットやレッドに指導してもらう。ビッグホークの企みに巻き込まれて両親が負傷するが復讐の道を選ばず、扇動されたサウスマーシュの住民を鎮める。麻薬騒動の後に冒険者となり、リーアたちとパーティーを組む。
アデミ
声 - 柚木尚子
ゾルタンの衛兵隊長の息子でタンタたちとは仲が悪い。素手の戦闘や武器ではない物を武器として扱うことに長けた「喧嘩屋」の加護を持つ。本来正義感の強い子供だが、「喧嘩屋」の加護に触れてからは加護の衝動により人格が変貌し、問題を暴力で解決しようとする乱暴者になる。しかし内心では自分が目指す衛兵とはかけ離れた態度を取っている事に苦悩しており、アルに暴力を振るった後はしっかり反省しアルに謝罪している。
この苦悩をビッグホークの企みに利用され、悪魔の加護を服用しアルの一家を襲う。その後アルに殺されそうになるが、アルは踏みとどまる。その後ビッグホークによって斧を見せられたことで破壊衝動に駆られるが、レッドに助けられる。
ニューマン
声 - 魚建
診療所の医師。レッドの理解者で、薬草店の開業後はお得意様となる。
メグリア
声 - 東山奈央
ゾルタンの冒険者ギルドで受付嬢をしている職員。
ナオ
声 - 徳井青空
ゴンズの妹でタンタの母のハーフエルフ。サウナとビールが好き。
ミド
声 - 三品建
ナオの夫でタンタの父。人間の元冒険者。ゴンズの下で大工として働いている。
ビッグホーク
声 - 稲田徹
盗賊ギルドNo.2の幹部のハーフオーク。「拷問の達人」の加護を持つ。加護が示す人生である拷問官としての生活を嫌い、ゾルタンの王になる野望を持つ。
登場時点で既にコントラクトデーモンであるベリエルとの契約によってビッグホーク自身の人格は無くなっており、体を乗っ取ったベリエルが代わりに野望を実現させるべく麻薬を流通させる。麻薬騒動終了後にシサンダンに始末されそうになったため契約を破棄、ベリエルのいなくなったビッグホークは抜け殻のようになった。
ディル
声 - 利根健太朗
「火術士」の加護を持つ冒険者。ロガーヴィアの戦いでは傭兵として参加したが魔王軍に情報を流していた。ゾルタンでは盗賊ギルドの依頼でリットを脅すが失敗し、盗賊ギルドに処分された。
ゴドウィン
声 - 岩澤俊樹
モノクルをかけた「錬金術師」の加護を持つ盗賊ギルド員でビッグホークの配下だった。麻薬騒動後は刑務所に収監されていたが、悪魔の加護の調合法を知っていたため、ルーティによって脱獄させられる。
その後シンの加護によって調合の必要が無くなったため解放されるが、今度はギデオンを探すヤランドララに捕まりゾルタンへの道案内をさせられた。
リーア
声 - 宮世真理子
「僧侶」の加護を持つ冒険者。当初はアルベールのパーティの一員だった。麻薬騒動時の演説に感動してアルとパーティーを組む。
ストームサンダー
声 - 上田燿司
ハーフオークの家具屋。レッドやゴンズと親しく「ストサン」と呼ばれている。
ミストーム
声 - 渕崎ゆり子
ゾルタンの元市長。一流の魔法使い。
モグリム
声 - 鳩岡大輔
モグリム鍛冶店を営むドワーフ。

### 魔王軍
タラクスン
暗黒大陸を支配する憤怒の魔王。レッドたちが住むアヴァロン大陸に侵攻中で、物語開始時には大陸の半分を落としている。
シサンダン
声 - 興津和幸
6本腕を持つアスラデーモンで魔王軍の将軍。捕食した生物に成りすますことができる。ロガーヴィアの戦いでリットの師匠であるガイウスに成りすましていたが勇者パーティーに討ち取られた。魔王によって復活を遂げたのち、ダナンの右腕を食べて今度はダナンに成りすます。
ビュウイ
声 - 興津和幸
シサンダンの成りすましの1形態。ダナンを奇襲し右手を奪う。ゾルタンでの麻薬騒動時はベリエルの素性を隠すため、あえてレッドに味方する。亡国の貴族を自称し、騒動後にはBランク冒険者となる。

### 教会の勇者パーティー
ヴァン・オブ・フランベルク
声 - 花守ゆみり
フランベルク王国の第8王子で勇者。
デミス神の熱心な信者であり、人生は加護によって運命づけられていると信じている。魔物に襲われて人が死んだ場合も「運命を全うしただけ」と考える。また、加護の種類で善悪を決めており、「悪の加護」と判断した者は「討たれるために存在する」という解釈の元、容赦なく殺害する。
「勇者は前だけを見て進めば良い」という考えの元、負傷した味方を見捨てて行動しようとするなど、協調性は皆無。ただし、まだ加護に触れていない子供に対しては寛容。
戦い方は加護の力に頼り切りであり、レッドに銅の剣で聖剣を止められたり、孤立させる戦法を見破れなかったりと未熟な面が目立つ。
ゾルタンを「加護の使命に従わない堕落した民」とみなし、敵を洗脳する妖精の盾を使ってゾルタンの住民を洗脳しようとするが、レッド達に防がれ、ルーティの拳の一撃で瀕死の重傷を負う。直後に治療された為死にはしなかったが、これ以降真の勇者になるためと称して、ルーティの殺害に執着するようになる。
ラベンダ
声 - 加隈亜衣
ヴァンの相棒を自称する妖精。ヴァンに対して好意を抱いており、善悪や常識よりもヴァンの選択を優先する。
その正体は妖精ではなく、あくまでもヴァンに好かれるために妖精らしい姿をしているだけである。
リュブ枢機卿
声 - 三上哲
聖方教会の最高幹部、枢機卿の一人。教会の人間でありながら欲深く、賄賂などの非合法な方法で私腹を肥やし、博打などで遊んでいる。何らかの思惑がある様で、ルーティが手に入れた飛空艇の目撃情報を元に、ヴァンをゾルタンに向かわせ、自分も同行した。
エスタ
声 - 内田彩
勇者パーティーに傭兵として雇われた仮面の騎士。本名はエスカラータ。魔王軍四天王の一人を撃退した経験がある。
その正体はテオドラである。ヴァンをゾルタンに向かわせようとするリュブの思惑を察知し、妨害を行っている。

### その他
ベリエル
声 - ボルケーノ太田
上級デーモンであるコントラクトデーモン（契約の悪魔）。デーモンではあるが魔王とは敵対している。ゾルタンの王になることを願うビッグホークと契約したが失敗した。収監時にビュウイによって殺されそうになったため契約を破棄。新たにアルベールと契約し脱獄、勇者パーティーに接触しルーティに悪魔の加護の服用を持ち掛けるが、呪いの効果がある薬だったため殺された。
キギス
声 - 手塚ヒロミチ
暗殺者の加護を持つ男であり、ティセの兄弟子。しかし加護の衝動である殺人衝動に完全に支配され、暗殺者ギルドから自ら脱退。現在はただの殺人鬼と化している。
リュブ枢機卿の指示で飛空艇の調査を行うが、同行した調査員二人を独断で殺害し、ティセにも襲い掛かる。
ティセとの戦闘の末倒され、依頼主の情報を晒して命乞いをするなど暗殺者としてのルールを全て破り、そのまま死亡する。

## 用語
加護
この世界の生き物は、アスラデーモンというごく一部の例外を除き、至高神デミスから加護が与えられる。至高神デミスを信仰しているかどうかは関係無く、未開の部族や亜人、モンスターに至るまですべての生物に与えられる。加護は、最初から使用できる初期スキルとレベルアップで解放される固有スキルを与えてくれる。大半は職業を補正する程度の代物だが、中には「勇者」などの強力な力を与える加護や、反社会的な存在に対する加護も存在する。加護の種類による格差も大きく、レッドの「導き手」のように獲得できる力の上限が決まっているものもある。基本的には与えられた加護に従って生きることが美徳とされているが、一方的に押し付けられた生き方を否定して衝動に逆らい、「自身の望む生き方を目指す者」もいる。
衝動
衝動という言葉は原作22話のリットとピック・キャンベル戦闘後に初めて登場した。加護を与えられたものは加護に対応した力を与えられるが、同時にこうあるべきという「役割」が示される。これを無視して自由に生きようとすると、加護が示した役割の通りに行動するように強い欲求が生まれる。
与えられた加護に従って生きることが美徳とされているため、即ち衝動に従って生きるべきとされている。「加護は思考に宿る」ため考えずに行動できれば衝動の影響を受けることはない（しかし無意識下での行動となるため、制御はほぼ不可能である）。
基本的に物作りの加護は物を作ることが好きになるなど、加護の力を発揮できるように衝動が発生するのだが、加護の種類や性格との相性によっては与えられる衝動が強すぎて人格に影響をおよぼす例がある。例えば反社会的な存在に対する加護は犯罪行為に対する忌避感が抑制され犯罪行為を進んで行うようになり、勇者の加護は戦闘に関する強力な能力を与える代わりに、戦闘に関係無い感情を抑制し、勇者としてふさわしい行動を取るだけの、喜怒哀楽の無い人形のような状態にしてしまう。逆に闘士の加護や導き手の加護のように大きな力を持たない代わりに衝動が弱く、自由に行動が可能な例も存在する。
また、加護から与えられる衝動は実力差や現状が全く考慮されず、無視した方が有益な場合やどう考えても勝てない強力な敵が立ちふさがった場合にも逃げることを許さず、立ち向かうように強制されることがある。衝動は一定の活動で鎮静化するが、加護と本人の性格が不一致だと衝動が治まるたびに自身の行動に対して悩むこととなる。逆に本人の性格と衝動が一致した場合、衝動に苦悩せず加護の力を存分に扱う事が出来るが、反面その行動が本人の意思によるものか衝動により強制されたものか、区別がつかなくなる。作中の世界では衝動に従う者が多いため、この状態に陥っている人物が多い。
レベル
加護にはレベルがあり、加護を持った相手と戦い殺傷することでのみレベルがあがる。経験値を得るには加護を持つ他者を殺す必要があり、戦闘系の加護も非戦闘系の加護も一緒である。職人の加護は本業である製作では一切レベルがあがらず、冒険者を本業としない者もモンスター退治などを行っている。
レベル差の大きい者と戦うことでより多くの経験値を得られる。レベルがあがるとスキルを得られるポイントが与えられ、スキルを得ることで超人的な力や技術を得る。
加護そのものだけでなくスキルにもそれぞれレベルの概念が存在し、レベルを上げることで能力がより強力になっていく。
スキル
初期スキル
加護によって最初から覚えているスキル。他のスキルと異なり最初から完全な状態であり、成長の概念が存在しない。例えば導き手には初期スキルとして『初期加護レベル+30』が与えられている。勇者には初期スキルとして『完全耐性』が与えられている。
固有スキル
加護ごとに異なり、レベルアップで解放できるスキル。「勇者」の「癒しの手」がこれに当たる。加護に従って生きることを美徳とする作中においては重要視される。職業選択など、固有スキルに左右されることも少なくない。
コモンスキル
加護の種類を問わずスキルポイントでいつでも取得可能なスキル。足が速くなるなど補助的な役割のスキルが多い。性能は固有スキルに一歩劣っており、加護を中心とした作中の世界では固有スキルより軽んじられることが多い。
マスタリー能力
スキルのレベルを11に上げると入手できる特別な能力。通常のスキルよりも強力な能力を得る事が出来る。
固有スキルだけでなくコモンスキルにも存在しているのだが、そもそも作中の世界でコモンスキルのレベルを上げる人は殆どいないので周知されていない。
デミス
作中の唯一神であり、全ての加護はこの世に生まれるときにデミスにより授けられる。
ただし、ルーティには悪魔の加護の影響により、「シン」というデミスとは関係の無い謎の加護が発生した。
悪魔の加護
ビッグホークにより麻酔薬を装って許可を受けると同時に大量にゾルタンに持ち込まれた麻薬。ゾルタンでは「偽神薬」と呼んでいる。アックスデーモンの心臓を材料とし、生来の加護のレベルを新しい悪魔の加護（アックスデーモンの加護）のレベルに変換し、悪魔の加護のレベルが生来の加護を上回ると強い破壊衝動が起きる。またアックスデーモンの影響を受け、斧を見るだけでも強い破壊衝動が起こるようになる。
ルーティが服用した場合は特殊で、悪魔の加護は毒として無効化され、勇者の加護のレベルが変換された結果一時的に衝動を抑える効果を持つようになった。
作中では反社会的な存在に対する加護を与えられ自分の生き方に苦悩するものが多く、衝動から逃れるために服用した結果破壊衝動に飲まれ、暴動を起こす者が存在する。

## 制作背景
著者・ざっぽんは「小説家になろう」への投稿から1か月後に複数の出版社から書籍化の打診を受ける。その中で「どこまでを第1巻に収録するのか、どのような方向性で加筆を考えているのか、イラストレーターは誰を起用しようと考えているのか」など細かな点まで打ち合わせすることが出来たスニーカー文庫で書籍化を行うことを決めたという。また、WEB版ではテンポ重視のためにギデオンとリーズリットの回想シーンを大幅に削っていたが、書籍化にあたって自身が描きたかった回想シーンを組み込んでいる。
本作における着想の源は、著者が「ヒンドゥー教における生まれつき職業が決まっている」というネット記事を見て、ジョブチェンジがないRPGのキャラクターたちは生まれつきどのように成長していくのかが決まっていることから、彼らは自身の役割が決まっていることについてどう思っているのかと考えたことである。

## 既刊一覧

### 小説
- ざっぽん（著）・やすも（イラスト） 『真の仲間じゃないと勇者のパーティーを追い出されたので、辺境でスローライフすることにしました』 KADOKAWA〈角川スニーカー文庫〉、全15巻
  1. 2018年6月1日初版発行（同日発売[29]）、ISBN 978-4-04-106858-8
  2. 2018年9月1日初版発行（同日発売[30]）、ISBN 978-4-04-106861-8
  3. 2019年1月1日初版発行（同日発売[31]）、ISBN 978-4-04-106862-5
  4. 2019年5月1日初版発行（同日発売[32]）、ISBN 978-4-04-108254-6
  5. 2019年9月1日初版発行（同日発売[33][34]）、ISBN 978-4-04-108258-4 / ISBN 978-4-04-108522-6（特装版）
  6. 2020年2月1日初版発行（同日発売[35]）、ISBN 978-4-04-108259-1
  7. 2020年7月1日初版発行（同日発売[36]）、ISBN 978-4-04-109659-8
  8. 2021年4月1日初版発行（3月31日発売[37]）、ISBN 978-4-04-109661-1
  9. 2021年10月1日初版発行（同日発売[38]）、ISBN 978-4-04-111748-4
  10. 2022年4月1日初版発行（同日発売[39]）、ISBN 978-4-04-111749-1
  11. 2022年11月1日初版発行（同日発売[40]）、ISBN 978-4-04-112782-7
  12. 2023年4月28日発売[41]、ISBN 978-4-04-112783-4
  13. 2023年12月28日発売[42]、ISBN 978-4-04-114179-3
  14. 2024年5月1日発売[43]、ISBN 978-4-04-114916-4
  15. 2025年7月1日発売[44]、ISBN 978-4-04-115991-0
- ざっぽん（著）・やすも（イラスト） 『真の仲間Episode.0 今だけ最強の走竜騎士は、いずれ無双の妹勇者を守り抜く』 KADOKAWA〈角川スニーカー文庫〉、2020年12月1日発売[45]、ISBN 978-4-04-109660-4

### 漫画
池野雅博の作画によるコミカライズ版が『月刊少年エース』にて2018年7月号から2024年9月号まで連載された。小説4巻までのコミカライズとなっている。
リットを主人公とするスピンオフ作品『真の仲間になれなかったお姫様は、辺境でスローライフすることにしました』は、東大路ムツキの作画でWeb漫画サイト「少年エースplus」で2021年10月6日から2024年1月24日まで連載された。
- 池野雅博（漫画）・ざっぽん（原作）・やすも（キャラクター原案） 『真の仲間じゃないと勇者のパーティーを追い出されたので、辺境でスローライフすることにしました』 KADOKAWA〈角川コミックス・エース〉、全14巻
  1. 2018年12月26日初版発行（同日発売[48]）、ISBN 978-4-04-107729-0
  2. 2019年8月26日初版発行（同日発売[49]）、ISBN 978-4-04-108486-1
  3. 2020年1月24日初版発行（同日発売[50]）、ISBN 978-4-04-109046-6
  4. 2020年6月26日初版発行（同日発売[51]）、ISBN 978-4-04-109632-1
  5. 2020年11月26日初版発行（同日発売[52]）、ISBN 978-4-04-109633-8
  6. 2021年6月25日初版発行（同日発売[53]）、ISBN 978-4-04-111484-1
  7. 2021年9月25日初版発行（同日発売[54]）、ISBN 978-4-04-111581-7
  8. 2021年12月25日初版発行（同日発売[55]）、ISBN 978-4-04-112120-7
  9. 2022年7月26日初版発行（同日発売[56]）、ISBN 978-4-04-112637-0
  10. 2022年11月26日初版発行（11月25日発売[57]）、ISBN 978-4-04-113266-1
  11. 2023年5月26日発売[58]、ISBN 978-4-04-113708-6
  12. 2023年12月26日発売[59]、ISBN 978-4-04-114438-1
  13. 2024年2月26日発売[60]、ISBN 978-4-04-114672-9
  14. 2024年8月26日発売[61]、ISBN 978-4-04-115297-3
- 池野雅博（漫画）・ざっぽん（原作）・やすも（キャラクター原案） 『真の仲間じゃないと勇者のパーティーを追い出されたので、辺境でスローライフすることにしました 〜お姫様の幸せな日々〜』 KADOKAWA、2021年10月1日発売[62] ※電子書籍版のみ
- 東大路ムツキ（漫画）・ざっぽん（原作）・やすも（キャラクター原案） 『真の仲間になれなかったお姫様は、辺境でスローライフすることにしました』 KADOKAWA〈角川コミックス・エース〉、全3巻
  1. 2022年7月26日発売[63][64]、ISBN 978-4-04-112638-7
  2. 2023年5月26日発売[65]、ISBN 978-4-04-113824-3
  3. 2024年2月26日発売[66]、ISBN 978-4-04-114673-6

## ドラマCD
文庫版第5巻特装版の付録として、ドラマCD化された。原作者であるざっぽんの書き下ろし脚本による新規オリジナルストーリーに加え、リットとのイチャイチャが疑似体験出来るシチュエーションボイスや、目覚ましボイスを収録。
キャスト
- レッド：梅原裕一郎[34]
- リット：花守ゆみり[34]
- ルーティ：竹達彩奈[34]
- クリス：大西沙織[34]

## テレビアニメ
第1期は2020年11月にテレビアニメ化が発表され、2021年10月から12月までAT-Xほかにて放送された。
第2期『真の仲間じゃないと勇者のパーティーを追い出されたので、辺境でスローライフすることにしました2nd』は2024年1月から3月までAT-Xほかにて放送された。

### スタッフ
|                               | 第1期                               | 第2期                          |
| ----------------------------- | ----------------------------------- | ------------------------------ |
| 原作                          | ざっぽん                            | ざっぽん                       |
| 原作イラスト                  | やすも                              | やすも                         |
| 総監督                        | N/A                                 | 星野真                         |
| 監督                          | 星野真                              | 高藤聡                         |
| シリーズ構成                  | 清水恵                              | 清水恵                         |
| メインキャラクター デザイン   | 渡辺るりこ                          | 渡辺るりこ                     |
| モンスターデザイン            | 岩永悦宜                            | 岩永悦宜                       |
| プロップデザイン              | 岩永悦宜、田内亜矢子、杉田葉子      | 岩永悦宜、田内亜矢子、杉田葉子 |
| 美術設定                      | 大平司                              | 大平司                         |
| 美術設定                      | N/A                                 | 芦野由紀子                     |
| 美術監督                      | 芦野由紀子                          | 芦野由紀子                     |
| 色彩設計                      | 水野愛子                            | 水野愛子                       |
| 撮影監督                      | 武原健二                            | 寺本憲正                       |
| 編集                          | 柳圭介                              | 柳圭介                         |
| 音響監督                      | 阿部信行                            | 濱野高年                       |
| 音響制作                      | オンリード                          | マジックカプセル               |
| 音楽                          | 橋本由香利                          | 橋本由香利                     |
| 音楽制作                      | 日本コロムビア                      | 日本コロムビア                 |
| プロデューサー                | 菊島憲文、薗田眞紀                  | 菊島憲文、薗田眞紀             |
| プロデューサー                | 植村俊一、丸山創 梅田正勝、深谷成輝 | 谷口博康、飯塚彩               |
| アニメーション プロデューサー | 岩本祥伯                            | 岩本祥伯                       |
| アニメーション プロデューサー | 本川耕平                            | N/A                            |
| アニメーション制作            | スタジオフラッド                    | スタジオフラッド               |
| アニメーション制作            | ウルフズベイン                      | N/A                            |
| 製作                          | 真の仲間製作委員会                  | 真の仲間2製作委員会            |

### 主題歌
第1期・第2期ともに、オープニングはゆいにしお、エンディングはJYOCHOが担当する。
「息を吸う ここで吸う 生きてく」
第1期オープニングテーマ。作詞・作曲はゆいにしお、編曲は水口浩次。
第2期最終話ではエンディングテーマとして使われた。
「みんなおなじ」
第1期エンディングテーマ。作詞・作曲は中川大二朗、編曲はJYOCHO。
「routine life」
第2期オープニングテーマ。作詞・作曲はゆいにしお、編曲は水口浩次。
「導き、捧げて」
第2期エンディングテーマ。作詞・作曲・編曲は中川大二郎。

### 評価
アメリカのアニメ評価サイト「Anime Trending」が主催した「第8回 Anime Trending Awards」ではCOUPLE SHIP OF THE YEAR部門で「レッド×リット」が3位、ROMANCE ANIME OF THE YEAR部門で4位、FANTASY OR MAGICAL ANIME OF THE YEAR部門、SLICE OF LIFE ANIME OF THE YEAR部門で共に6位をそれぞれ獲得している。

### 各話リスト
| 話数         | サブタイトル                       | 脚本     | 絵コンテ      | 演出          | 作画監督 | 総作画監督                     | 初放送日       |       |       |       |       |       |       |       |       |       |       |       |       |       |       |       |       |       |
| 第1期        | 第1期                              | 第1期    | 第1期         | 第1期         | 第1期 | 第1期                          | 第1期          | 第1期 | 第1期 | 第1期 | 第1期 | 第1期 | 第1期 | 第1期 | 第1期 | 第1期 | 第1期 | 第1期 | 第1期 | 第1期 | 第1期 | 第1期 | 第1期 | 第1期 |
| ------------ | ---------------------------------- | -------- | ------------- | ------------- | --- | ------------------------------ | -------------- | ----- | ----- | ----- | ----- | ----- | ----- | ----- | ----- | ----- | ----- | ----- | ----- | ----- | ----- | ----- | ----- | ----- |
| 第1話        | 俺は真の仲間じゃないらしい         | 清水恵   | 星野真        | 星野真        | 吉田翔太 | 大川美穂子                     | 2021年 10月6日 |       |       |       |       |       |       |       |       |       |       |       |       |       |       |       |       |       |
| 第2話        | 勇者の仲間にならなかったお姫様     | 清水恵   | 星野真        | 南康宏        | 吉田翔太 瀬尾康博                                                                                                 | 松本淑恵                       | 10月13日       |       |       |       |       |       |       |       |       |       |       |       |       |       |       |       |       |       |
| 第3話        | 2人でスローライフを始めよう        | 笹野恵   | 中村哲治      | 小林寿徳      | 岡田雅人 宮かなえ echo                                                                                            | 大川美穂子                     | 10月20日       |       |       |       |       |       |       |       |       |       |       |       |       |       |       |       |       |       |
| 第4話        | 蜂蜜酒の理由                       | 清水恵   | 本間修        | 本間修        | 中島駿 田内亜矢子 石原彩子 中弥幸一                                                                               | 松本淑恵                       | 10月27日       |       |       |       |       |       |       |       |       |       |       |       |       |       |       |       |       |       |
| 第5話        | 琥珀の中の指輪                     | 小鹿りえ | 宗廣智行      | 金元会 安井響 | Kang Dong Ha Lee Seong Hee Jeon Jong Min                                                                          | 水谷麻美子                     | 11月3日        |       |       |       |       |       |       |       |       |       |       |       |       |       |       |       |       |       |
| 第6話        | 始まりの凶行                       | 清水恵   | 荒井省吾      | 五月女有作    | 成元鎔 | 水谷麻美子                     | 11月10日       |       |       |       |       |       |       |       |       |       |       |       |       |       |       |       |       |       |
| 第7話        | 嵐の後に燻る火                     | 小鹿りえ | 中村哲治      | 中村哲治      | 田内亜矢子 吉田翔太                                                                                               | 大川美穂子                     | 11月17日       |       |       |       |       |       |       |       |       |       |       |       |       |       |       |       |       |       |
| 第8話        | 英雄になろうとした男               | 笹野恵   | 南康宏        | 南康宏        | 田内亜矢子 石原彩子 中島駿 鈴木奈都子                                                                             | 松本淑恵                       | 11月24日       |       |       |       |       |       |       |       |       |       |       |       |       |       |       |       |       |       |
| 第9話        | 穏やかな日々                       | 香椎葉平 | 高藤聡        | 高藤聡        | Kang Dong Ha Lee Seong Hee Jeon Jong Min                                                                          | 水谷麻美子                     | 12月1日        |       |       |       |       |       |       |       |       |       |       |       |       |       |       |       |       |       |
| 第10話       | これは勇者を救う物語               | 清水恵   | 徳本善信      | 徳本善信      | 大久保歩美 水原らくら 吉田翔太 渡辺るりこ                                                                         | 大川美穂子                     | 12月8日        |       |       |       |       |       |       |       |       |       |       |       |       |       |       |       |       |       |
| 第11話       | 英雄達はゾルタンに集う             | 清水恵   | 宗廣智行      | 五月女有作    | 成元鎔 趙雅羅 崔允希                                                                                              | 水谷麻美子                     | 12月15日       |       |       |       |       |       |       |       |       |       |       |       |       |       |       |       |       |       |
| 第12話       | 別れ道                             | 清水恵   | 星野真        | 星野真        | 田内亜矢子 吉田翔太 山本雄貴 水澤智可 中弥幸一 下川寿志                                                           | 松本淑恵 大川美穂子            | 12月22日       |       |       |       |       |       |       |       |       |       |       |       |       |       |       |       |       |       |
| 第13話       | 導き手                             | 清水恵   | 及川啓 星野真 | 中村哲治      | 田内亜矢子 山本雄貴 中弥幸一 Lee Seong Hee Choi Kyung Seok Kim Jongh Heon Kang Dong Ha Jeon Jong Min Kim Jung Woo | 水谷麻美子 大川美穂子 松本淑恵 | 12月29日       |       |       |       |       |       |       |       |       |       |       |       |       |       |       |       |       |       |
| 第2期『2nd』 |                                    |          |               |               | |                                |                |       |       |       |       |       |       |       |       |       |       |       |       |       |       |       |       |       |
| 第1話        | スローライフな旅をしよう           | 清水恵   | 星野真        | 星野真        | 吉田翔太 田内亜矢子                                                                                               | 大川美穂子 松本淑恵            | 2024年 1月7日  |       |       |       |       |       |       |       |       |       |       |       |       |       |       |       |       |       |
| 第2話        | 宝石の獣                           | 笹野恵   | 高藤聡        | 五月女有作    | 成元鎔 金大將 趙源荷 裵庚善 金眞姫                                                                                | 水谷麻美子                     | 1月14日        |       |       |       |       |       |       |       |       |       |       |       |       |       |       |       |       |       |
| 第3話        | ゾルタンの祝祭日                   | 小鹿りえ | 宗廣智行      | 矢島竜        | 西本真吾 金炅垠                                                                                                   | 松本淑恵 大川美穂子            | 1月21日        |       |       |       |       |       |       |       |       |       |       |       |       |       |       |       |       |       |
| 第4話        | 元勇者と暗殺者の日常               | ざっぽん | 星野真        | 山田史人      | 田内亜矢子 杉田葉子 水原らくら                                                                                    | 松本淑恵 大川美穂子            | 1月28日        |       |       |       |       |       |       |       |       |       |       |       |       |       |       |       |       |       |
| 第5話        | スローライフが理解できない男       | 笹野恵   | 小林一三      | 黒瀬大輔      | Triple A 大久保歩美                                                                                               | 水谷麻美子                     | 2月4日         |       |       |       |       |       |       |       |       |       |       |       |       |       |       |       |       |       |
| 第6話        | ロングバケーション                 | 小鹿りえ | 高藤聡        | 矢島竜        | 西本真吾 金炅垠 Joma 前村美幸 狄飛廉                                                                              | 大川美穂子 松本淑恵            | 2月11日        |       |       |       |       |       |       |       |       |       |       |       |       |       |       |       |       |       |
| 第7話        | 二人の勇者                         | 清水恵   | 小林一三      | 五月女有作    | 元美那 朴順玉 | 水谷麻美子                     | 2月18日        |       |       |       |       |       |       |       |       |       |       |       |       |       |       |       |       |       |
| 第8話        | すべては加護と信仰の為に           | 笹野恵   | 宮西哲也      | 山田史人      | 中島駿 吉田翔太                                                                                                   | 大川美穂子 松本淑恵            | 2月25日        |       |       |       |       |       |       |       |       |       |       |       |       |       |       |       |       |       |
| 第9話        | 恋する妖精と強欲な枢機卿を狙い撃て | 笹野恵   | 中村哲治      | 雄谷将仁      | ZUNYI | 水谷麻美子                     | 3月3日         |       |       |       |       |       |       |       |       |       |       |       |       |       |       |       |       |       |
| 第10話       | 勇者と導き手                       | 小鹿りえ | 星野真        | 矢島竜        | 西本真吾 金炅垠 狄飛廉 前村美幸                                                                                   | 松本淑恵 大川美穂子            | 3月10日        |       |       |       |       |       |       |       |       |       |       |       |       |       |       |       |       |       |
| 第11話       | 勇者の挑戦                         | 清水恵   | 星野真        | 星野真        | 田内亜矢子 杉田葉子 水原らくら                                                                                    | 松本淑恵 大川美穂子            | 3月17日        |       |       |       |       |       |       |       |       |       |       |       |       |       |       |       |       |       |
| 第12話       | 決着、次の旅へ                     | 清水恵   | 星野真 高藤聡 | 高藤聡        | 吉田翔太 田内亜矢子 杉田葉子 中島駿 大久保歩美                                                                    | 渡辺るりこ 水谷麻美子          | 3月24日        |       |       |       |       |       |       |       |       |       |       |       |       |       |       |       |       |       |

### 放送局
| 放送期間                 | 放送時間                     | 放送局     | 対象地域 | 備考                                            |
| ------------------------ | ---------------------------- | ---------- | -------- | ----------------------------------------------- |
| 2021年10月6日 - 12月29日 | 水曜 22:30 - 23:00           | AT-X       | 日本全域 | 製作参加 / CS放送 / 字幕放送 / リピート放送あり |
|                          | 水曜 23:30 - 木曜 0:00       | TOKYO MX   | 東京都   |                                                 |
|                          |                              | KBS京都    | 京都府   | 製作参加                                        |
|                          |                              | BS日テレ   | 日本全域 | 製作参加 / BS放送 / 『アニメにむちゅ〜』枠      |
| 2021年10月7日 - 12月30日 | 木曜 0:30 - 1:00（水曜深夜） | サンテレビ | 兵庫県   |                                                 |

インターネットでは、dアニメストアにて2021年10月6日より毎週水曜23時に独占配信。その他のサービスでは本放送終了後から順次配信される。
| 放送期間               | 放送時間                     | 放送局     | 対象地域 | 備考                                            |
| ---------------------- | ---------------------------- | ---------- | -------- | ----------------------------------------------- |
| 2024年1月7日 - 3月24日 | 日曜 22:30 - 23:00           | AT-X       | 日本全域 | 製作参加 / CS放送 / 字幕放送 / リピート放送あり |
| 2024年1月8日 - 3月25日 | 月曜 0:30 - 1:00（日曜深夜） | TOKYO MX   | 東京都   |                                                 |
|                        |                              | サンテレビ | 兵庫県   |                                                 |
|                        | 月曜 0:45 - 1:15（日曜深夜） | KBS京都    | 京都府   | 製作参加                                        |
| 2024年1月9日 - 3月26日 | 火曜 0:00 - 0:30（火曜深夜） | BS日テレ   | 日本全域 | 製作参加 / BS放送 / 『アニメにむちゅ〜』枠      |

インターネットでは、dアニメストアにて2024年1月7日より毎週日曜23時に独占配信。

### BD / DVD
| 巻 | 発売日        | 収録話          | 規格品番   | 規格品番   | 規格品番   |
| 巻 | 発売日        | 収録話          | BD限定版   | BD通常版   | DVD通常版  |
| -- | ------------- | --------------- | ---------- | ---------- | ---------- |
| 1  | 2022年1月26日 | 第1話 - 第5話   | ZMXZ-15191 | ZMXZ-15201 | ZMBZ-15211 |
| 2  | 2022年2月25日 | 第6話 - 第9話   | N/A        | ZMXZ-15202 | ZMBZ-15212 |
| 3  | 2022年3月30日 | 第10話 - 第13話 | N/A        | ZMXZ-15203 | ZMBZ-15213 |

| 巻 | 発売日        | 収録話         | 規格品番   | 規格品番   |
| 巻 | 発売日        | 収録話         | BD         | DVD        |
| -- | ------------- | -------------- | ---------- | ---------- |
| 上 | 2024年4月24日 | 第1話 - 第6話  | ZMAZ-17231 | ZMSZ-17241 |
| 下 | 2024年5月29日 | 第7話 - 第12話 | ZMAZ-17232 | ZMSZ-17242 |

### Webラジオ
レッド役の鈴木崚汰とリット役の高尾奏音によるWebラジオ『真の仲間じゃないと勇者のパーティーを追い出されたので、辺境でスローライフラジオすることにしました』が、2021年10月8日から2022年1月14日まで音泉にて隔週金曜に配信された。

## ゲーム
本作品をゲーム化した『Slow living with Princess』がSteamにて2021年10月7日よりアーリーアクセスが開始された。販売は0UP GAMES、製作はKADOKAWAとTSUKURITE.。主人公レッドがリットやルーティとともに恋愛、薬屋経営、農業、ダンジョン探索などを辺境の地で楽しむWindowsPC用2DカントリーライフRPGとなる。